# Tempio di Spes
Il Tempio di Spes, dea della speranza, si trovava sul colle Quirinale, lungo il Vicus Longus (equivalente all'attuale via Nazionale) a Roma.
Il tempio, noto solo dalle fonti letterarie, era uno dei tre santuari vicini dedicati a divinità correlate: Fortuna, Febris e Spes.